# Коляденко Володимир Григорович
Володимир Григорович Коляденко (5 липня 1935, Буда-Горобіївська, Черкаська область, Україна — 17 січня 2013, Київ, Україна) — український лікар, науковець, освітній і громадський діяч. Доктор медичних наук (1974), професор (1977), член-кореспондент Національної академії педагогічних наук України (1999). Засновник та перший Президент Української асоціації лікарів дерматовенерологів і косметологів (1999—2010).

## Життєпис
У 1963 році закінчив лікувальний факультет Київського медичного інституту імені О. О. Богомольця, після закінчення був занесений в Золоту книгу пошани інституту. З 1963 по 1966 роки він аспірант кафедри шкірних та венеричних хвороб Київського медичного інституту, Від 1973 по 1977 рік очолював деканат з навчання іноземних студентів, а з 1977 по 2009 рік був незмінним проректором з наукової роботи.
З 1974 до 2009 року очолював кафедру дерматології та венерології, згодом продовжував працювати на посаді професора цієї кафедри.

## Науковець
У 1966 році захистив кандидатську дисертацію, а у 1973 році докторську дисертацію на тему: «Вивчення патогенезу алергічних сверблячих дерматозів по даним деяких окислювально-відновних процесів у шкірі» (науковий консультант — професор Іван Потоцький).
Автор понад 500 наукових праць, у тому числі 28 монографій, підручників та навчальних посібників, а також 82 винаходів, з яких 5 було запатентовано у Великій Британії, Франції, Японії та інших країнах.
Вивчав патогенез, питання діагностики та лікування хронічних дерматозів, урогенітальних інфекцій, мікозів; імунологічну та протипухлинну функції шкіри. Описав феномен протипухлинного захисту організму при псоріазі; запропонував клінічну класифікацію СНІДу; застосував спленін для лікування алергічних дерматозів; розробив спосіб виявлення блідої спірохети та методи еферентної терапії хронічних дерматозів за допомогою апаратів власної конструкції й термокамери.
Наукові праці: «Нейродермит» (1986); «Медицинская деонтология в дерматологии и венерологии» (1989); «Мікроциркуляторне русло шкіри у зв'язку із становленням її структури в нормі та при злоякісних лімфомах шкіри» (1998); «Шкірні та венеричні хвороби» (2006); «Кафедра дерматології та венерології Національного медичного університету ім. О. О. Богомольця: Істор. нарис» (2008); «Dermatovenerology Modules» (2010).
Співзасновник та головний редактор університетського збірника наукових праць «Актуальні проблеми медицини і біології» (від 1999), «Українського журналу дерматології, венерології і косметології» (від 2000).
Створив власну школу лікарів дерматовенерологів. Ним підготовлено понад 40 кандидатів і докторів медичних наук.

## Громадська діяльність
Професор В. Г. Коляденко є ініціатором створення Української асоціації лікарів дерматовенерологів і косметологів; з 2000 по 2010 рік він перший Президент, а з 2010 р. — почесний Президент Асоціації.

## Відзнаки
Нагороджений орденами «Дружби народів»" (1980), «За заслуги» III ступеня, медалями, Почесними грамотами Верховної ради України, Міністерства охорони здоров'я України. Заслужений працівник вищої школи України. У 1994 році В. Г. Коляденко став лауреатом іменної премії НАН України «Фундація доктор Дем'янів Свобода і мир для України». Доброчинну діяльність Коляденка Володимира Григоровича відзначила нагородами Українська православна церква: орденами Святого Володимира III ступеня, Преподобного Агапіта Печерського II ступеня, «Різдво Христове 2000».